# Arroyo Montaña
Arroyo Montaña är en ort i Mexiko.   Den ligger i kommunen Xochistlahuaca och delstaten Guerrero, i den sydöstra delen av landet, 300 km söder om huvudstaden Mexico City. Arroyo Montaña ligger 689 meter över havet och antalet invånare är 223.
Terrängen runt Arroyo Montaña är huvudsakligen kuperad, men österut är den bergig. Runt Arroyo Montaña är det ganska glesbefolkat, med 50 invånare per kvadratkilometer. Närmaste större samhälle är Tlacoachistlahuaca, 12,3 km väster om Arroyo Montaña. Omgivningarna runt Arroyo Montaña är en mosaik av jordbruksmark och naturlig växtlighet.